# Baždarna invarijantnost
Baždarna invarijantnost (eng. gauge invariance, fra. invariance de jauge) je neovisnost mjerljivih veličina o izboru referentne točke u definiciji potencijala ili potencijalne energije.